# Епоха зради
Епоха зради (англ. Age of Treason) — американський історичний детектив.

## Сюжет
Стародавній Рим. Багата і знатна дама наймає приватного детектива Маркуса Дідіуса Фалько (Брайан Браун), щоб дізнатися правду про смерть свого брата, Като. Виконуючи доручення, Фалко несподівано дізнається страшну таємницю: на імператора Веспасіана готується замах. Разом з нещодавно мимохіть придбаним рабом, гладіатором Юстусом (Маттіаз Г'юз) і своєю помічницею, Ніобі (Софі Оконедо), Фалько намагається розкрити змову.

## У ролях
- Брайан Браун — Маркус Дідіус Фалко
- Маттіас Хьюз — Юстус
- Арт Малік — Pertinax
- Ентоні Валентайн — Веспасіан
- Аманда Пейс — Хелена
- Патріція Керріган — Друіда
- Річард Д. Шарп — Петро
- Софі Оконедо — Ніобі
- Джемі Гловер — Домициан
- Пітер Джонфілд — Симплекс
- Алан Ширман  — Поллукс
- Вільям Хуткінс — сенатор Гаррус
- Іен МакНіс — Каска
- Ширлі Стелфокс — Корнеліа
- Набіл Шабан — Джуба
- Елбі Вудінгтон — Гліко
- Елізабетта Кораіні — Селіна
- Дональд Ходсон — Верус
- Еміліана Франзоне — Клаудія
- Каріма Аджимі — Агрипина
- Леонардо Феррантіні — Куріо
- Фабріціо Персічетті — Като
- Марко Беретта — Гаррус Слейв
- Джеррі Кремптон — Аттікус Сулла
- Ільза Престінарі — Камілла